# Crataegus tkatschenkoi
Crataegus tkatschenkoi är en rosväxtart som beskrevs av K.I. Christensen. Crataegus tkatschenkoi ingår i Hagtornssläktet som ingår i familjen rosväxter. Inga underarter finns listade i Catalogue of Life.